# 三埔
三埔，是臺灣臺南市玉井區的一個傳統地域名稱，位於該區東部南側。相較於今日行政區，其範圍大致與三埔里相近。
本地區境內主要聚落為三埔、二埔。

## 歷史
台灣日治初期，三埔地區為一街庄，稱為「三埔庄」（舊制街庄），隸屬於楠梓仙溪西里。該庄昔日北與沙仔田庄為鄰，東及東南與竹頭崎庄為鄰，南邊為北藔庄，西南邊隔後堀仔溪與芒仔芒庄為界。
1901年（日治明治三十四年）11月11日，全台廢縣廳改設二十廳，該庄隸屬於臺南廳。1904年（明治三十七年）3月31日，該庄編入「外噍吧哖區」，隸屬於臺南廳。1909年（明治四十二年）10月25日，全台合併二十廳為十二廳，外噍吧哖區仍隸屬於臺南廳。1920年（大正九年）10月1日，全台地方制度大改正，廢十二廳改設五州二廳，該庄改制為「三埔」大字，隸屬於臺南州新化郡玉井庄（新制街庄）。
戰後玉井庄改制為玉井鄉，隸屬於臺南縣，大字亦改制為村。1950年（民國39年）10月25日，雲、嘉、南分治，玉井鄉仍隸屬於臺南縣。2010年（民國99年）12月25日，臺南縣、市合併為直轄臺南市，玉井鄉改制為玉井區，村亦改制為里。

## 聚落
本地區發展較早的聚落為三埔、二埔、牛稠（已消失），在日治初期的官方地圖上已有記載。

## 交通
省道台3線俗稱「內山公路」，是臺北市市區至屏東的幹道，經過本地區的二埔聚落西郊，該路段與省道台20線共線。由該道路北行可前往玉井區玉井市區、楠西區、嘉義縣大埔鄉、番路鄉南部等地；南行可前往南化區、高雄市內門區、旗山區中北部、美濃區西端、旗山區東部等地。
省道台20線是臺南至德高的幹道，其中部分路段稱為「南橫公路」（目前並未全線通車），經過本地區的二埔聚落西郊，該路段與省道台3線共線。由該道路西行（大方向）可前往玉井區玉井市區、左鎮區、山上區南端、新化區等地；東行（大方向）可前往南化區、高雄市甲仙區、六龜區、桃源區等地。
區道南178線是三埔至油礦的道路，全線位於本地區境內，其西側端點（起點）位於本地區西部偏南的省道台3線、省道台20線共線路口，東側端點（終點）位於本地區東北部山區。